# Adam Małysz

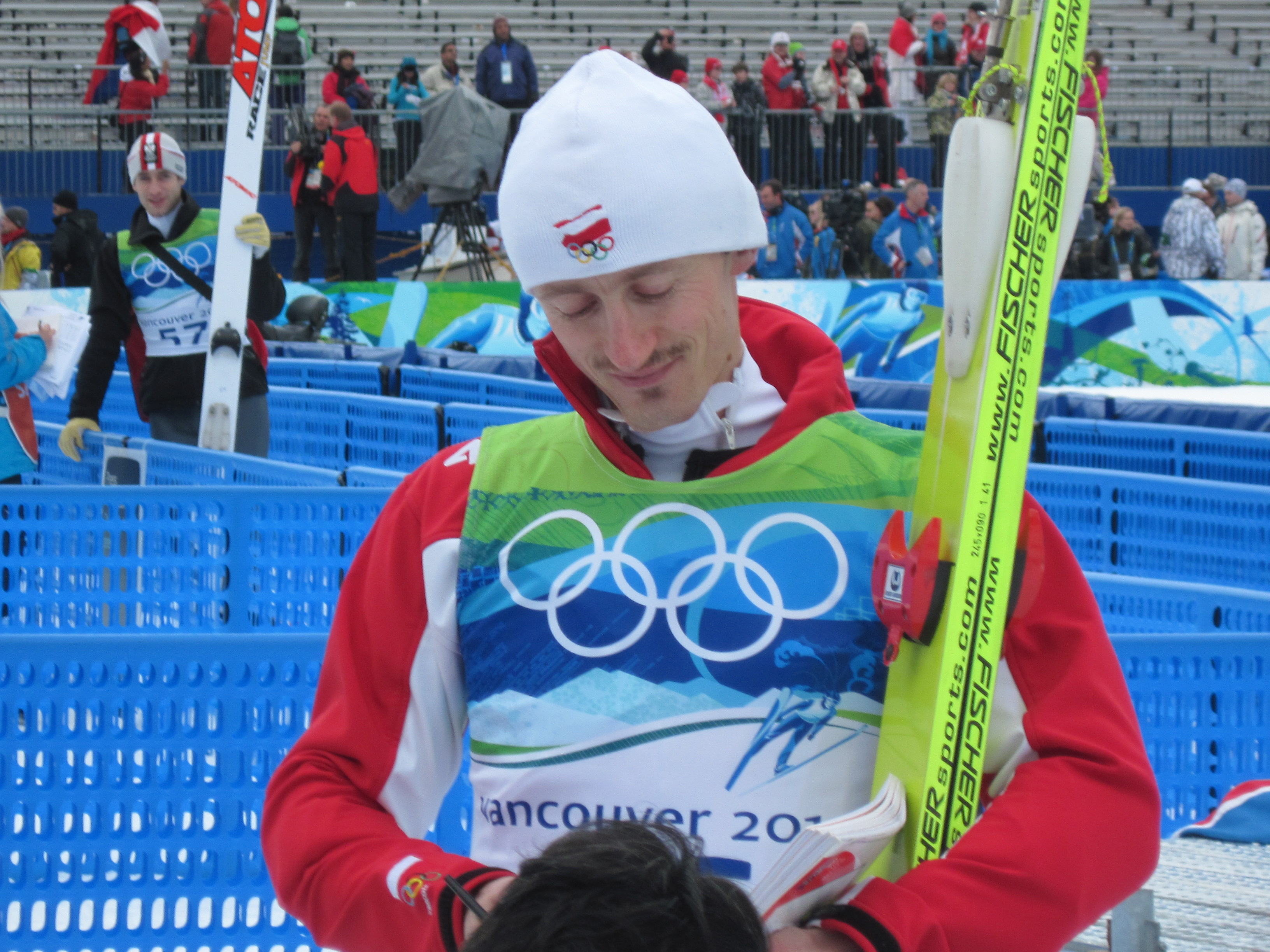
Adam Małysz i Vancouver 2010

Adam Henryk Małysz, född 3 december 1977 i Wisła i Polen, är en polsk tidigare backhoppare som tävlade för KS Wisła Ustronianka. Han är Polens mest framgångsrika backhoppare någonsin, med bland annat fyra VM-guld och fyra totalsegrar i världscupen.

## Karriär
Adam Małysz startade sin idrottskarriär som utövare inom nordisk kombination, men började säsongen 1995/1996 allt mer koncentrera sig om backhoppningen. Han debuterade i världscupen i backhoppning 1995 och blev nummer 7 och nummer 10 de två första säsongerna i världscupen totalt. Han slog igenom 2000/2001, då han vann tysk-österrikiska backhopparveckan, och senare hela världscupen den säsongen, samt VM-guld i lilla backen 2001. 
VM 2001 i Lahtis, Finland var den första VM-tävlingen Adam Małysz deltog i. Backhoppningen i VM startade 19 februari 2001 med tävlingen i stora backen. Adam Małysz vann en silvermedalj 2,8 poäng efter Martin Schmitt, Tyskland och 6,1 poäng före Janne Ahonen, Finland. I tävlingen i normalbacken vann han klart före Martin Schmitt (13,0 poäng) och Martin Höllwarth, Österrike. Han blev tilldelad Holmenkollenmedaljen 2001 för sina internationella framgångar under hela säsongen.
Małysz vann även världscupen sammanlagt säsongerna 2000/2001, 2001/2002, 2002/2003 och 2006/2007 och är den ende, tillsammans med Matti Nykänen, som vunnit världscupen fyra gånger. Adam Małysz har tävlad 17 säsonger i världscupen. Han har ved sidan om sina 4 totalsegrar 39 segrar i deltävlingar. Den första kom i Holmenkollen, Oslo 18 mars 1996 och den sista segern kom på hemmaplan i Zakopane 21 januari 2011. Under säsongen 2000/2001 segrade Małysz i 11 världscuptävlingar. Säsongen 2006/2007 segrade han i 7 världscuptävlingar. Han har tillsammans 10 topp-10-placeringar sammanlagt i världscupen. 
Vid VM 2003 i Val di Fiemme, Turin, vann Adam Małysz två guld, både i normalbacken och stora backen. i tävlingen i stora backen vann han 2,5 poäng före Matti Hautamäki, Finland och 15,8 poäng före Noriaki Kasai, Japan. I normalbacken vann han klart före Tommy Ingebrigtsen, Norge (16,0 poäng) och Noriaki Kasai, som tog sin andra bronsmedalj 19,5 poämhg efter segraren. Vid Skid-VM 2011 i Holmenkollen, Oslo, tog Małysz en bronsmedalj i normalbacken efter österrikarna Thomas Morgenstern och Andreas Kofler. 
Under VM 2005 i Oberstdorf hade Małysz ingen vidare framgång, men under VM 2007 i Sapporo, Japan vann han guld i normalbacken. Adam Małysz vann klart (21,5 poäng) före Simon Ammann, Schweiz och Thomas Morgenstern, Österrike, som bara var 1,0 poäng från silvermedaljen.
Małysz första medaljer i olympiska spel kom i Salt Lake City, 2002 där han tog silver i stora backen (11,7 poäng efter Simon Ammann och 13,7 poäng före Matti Hautamäki) och brons i normalbacken (16,0 poäng efter dubbla guldvinnaren, Simon Ammann, och 4,5 poäng efter Sven Hannawald, Tyskland. Åtta år senare tog han silver i båda individuella tävlingarna vid olympiska spelen i Vancouver. I båda grenarna vann igen Simon Ammann. Gregor Schlierenzauer , Österrike tog båda bronsmedaljerna.
Adam Małysz tävlade 13 säsonger i Sommar-Grand-Prix. Han har där 13 delsegrar och 3 sammanlagtsegrar. Åtta gånger har han varit bland de 10 bästa sammanlagt i Sommar-Grand-Prix. Första delsegern kom augusti 2001 och den sista kom oktober 2010.
Małysz har 4 gulmedaljer från polska mästerskap i individuella tävlingar och en silvermedalj i laghoppning. Han längsta hopp noterades till 230,5 meter i Vikersundbacken 2011. Rekordet er också polsk längdrekord i backhoppning.
20 mars 2011 gjorde Malysz sin sista världscuptävling, och tog tredjeplatsen i Holmenkollen. Landsmannen Kamil Stoch vann tävlingen. Efter tävlingen offentliggjorde Adam Małysz att han ville avsluta sin backhoppningskarriär. 26 mars anordnades en avskedstävling till ära för Adam Małysz i hemstaden Zakopane. Hela världseliten var där. President Bronisław Komorowski och många prominenta gäster var bland åskådarna. Tyvärr kunde inte tävlingen genomföras på grund av starkt snöfall.

## Övrigt
2012 blev det nya rubriker när polacken ställde upp i det legendariska Dakarrallyt.

## Utmärkelser
2002 blev Małysz utnämnd till officer av Order Odrodzenia Polski. 2007 blev han kommandör av Order Odrodzenia Polski och 2010 kommandör med stjärna.
Adam Małysz tilldelades Holmenkollenmedaljen 2001 tillsammans med Bente Skari och Thomas Alsgaard. Holmenkollenmedaljen räknas som den största utmärkelsen inom skididrott.